# Олд-Вестбері (Нью-Йорк)
Олд-Вестбері (англ. Old Westbury) — селище (англ. village) в США, в окрузі Нассау штату Нью-Йорк. Населення — 4289 осіб (2020).

## Географія
Олд-Вестбері розташований за координатами 40°47′12″ пн. ш. 73°35′51″ зх. д. / 40.78667° пн. ш. 73.59750° зх. д. (40.786601, -73.597632).  За даними Бюро перепису населення США в 2010 році селище мало площу 22,20 км², уся площа — суходіл.

## Демографія
Згідно з переписом 2010 року, у селищі мешкала 4671 особа в 1073 домогосподарствах у складі 910 родин. Густота населення становила 210 осіб/км².  Було 1172 помешкання (53/км²).
Расовий склад населення:
| - 65,6 % — білих - 16,0 % — чорних або афроамериканців - 12,3 % — азіатів - 0,3 % — корінних американців - 3,2 % — осіб інших рас |

До двох чи більше рас належало 2,6 %. Частка іспаномовних становила 6,8 % від усіх жителів.
За віковим діапазоном населення розподілялося таким чином: 17,2 % — особи молодші 18 років, 71,7 % — особи у віці 18—64 років, 11,1 % — особи у віці 65 років та старші. Медіана віку мешканця становила 24,4 року. На 100 осіб жіночої статі у селищі припадало 94,5 чоловіків;  на 100 жінок у віці від 18 років та старших — 92,9 чоловіків також старших 18 років.
Середній дохід на одне домашнє господарство  становив 330 208 доларів США (медіана — 168 750), а середній дохід на одну сім'ю — 347 005 доларів (медіана — 194 500). Медіана доходів становила 133 693 долари для чоловіків та 67 500 доларів для жінок. За межею бідності перебувало 3,2 % осіб, у тому числі 3,6 % дітей у віці до 18 років та 0,2 % осіб у віці 65 років та старших.
Цивільне працевлаштоване населення становило 2047 осіб. Основні галузі зайнятості: освіта, охорона здоров'я та соціальна допомога — 29,8 %, роздрібна торгівля — 14,2 %, фінанси, страхування та нерухомість — 14,0 %.